# Berville-sur-Mer
Berville-sur-Mer är en kommun i departementet Eure i regionen Normandie i norra Frankrike. Kommunen ligger i kantonen Beuzeville som tillhör arrondissementet Bernay. År 2022 hade Berville-sur-Mer 680 invånare.

## Befolkningsutveckling
Antalet invånare i kommunen Berville-sur-Mer
Referens:INSEE